# Леонардо Де Лукка
Леонардо Де Лукка (ісп. Leonardo De Lucca) — уругвайський спортсмен, пізніше — футбольний тренер.

## Біографія
Де Лукка спочатку був активним спортсменом, представляв Уругвай на спортивних турнірах, включаючи чемпіонати Південної Америки, де в 1919 і в 1920 році він завоював медалі в метанні диска і молота. Після закінчення кар'єри легкоатлета він став футбольним тренером.
У 1923 році Де Лукка замінив Педро Олів'єрі на посаді тренера збірної Уругваю, на чолі якої він виграв чемпіонат Південної Америки з футболу 1923 року. Його команда здобула перемоги над Парагваєм (2:0), Бразилією (2:1) та Аргентиною (2:0). У 1924 році посаду головного тренера збірної Уругваю зайняв Ернесто Меліанте.
У 1932 році Де Лукка став першим тренером «Пеньяроля» як професійного клубу. У тому ж році він привів клуб до титулу чемпіона Уругваю. Він був також близький до того, щоб повторити цей успіх в наступному сезоні, але в чемпіонаті 1933 року «Пеньяроль» після захоплюючих трьох матчів плей-оф поступився «Насьоналю» з рахунком 3:2. Також очолював «Пеньяроль» в 1941—1943 роках.

## Титули як тренера
- Чемпіон Уругваю (1): 1932
- Чемпіон Південної Америки (1): 1923